# Days of the White Owl
Days of the White Owl è il primo album studio in formato LP del gruppo hardcore punk californiano The Nerve Agents. Pubblicato a luglio del 2000 con l'etichetta Revelation Records, ha seguito il primo EP omonimo del gruppo del 1998 The Nerve Agents EP.

## Panoramica
Come per l'EP di debutto, in questo disco l'enfasi viene data al classico hardcore punk, molto veloce e con una durata delle canzoni che raramente supera i 2 minuti e mezzo.
I pezzi al pianoforte ad apertura e chiusura del disco, entrambi composti e suonati dal bassista Dante Sigona, sono in netto contrasto con lo stile musicale che contraddistingue il resto dell'album. Molte delle canzoni in esso presenti, inoltre, si affidano ai riff di chitarra e basso per portare la melodia alla sua veloce conclusione.
La band ha ricevuto delle critiche per mancanza di originalità in quest'album, tuttavia esso è stato in generale bene accettato dal pubblico hardcore punk, grazie alle sue melodie spasmodiche e la velocità a rotta di collo.

## Tracce
Tutte le tracce sono state composte dai Nerve Agents, a parte quelle altrimenti indicate.
1. Spring Heeled Jack – Intro (Dante Sigona) – 0:35
2. Fall of the All American – 1:14
3. Prey – 2:16
4. Days of the White Owl – 1:53
5. Portland – 1:32
6. Off Come the Blindfolds – 1:44
7. Your Warning – 1:30
8. Jekyl and Hyde – 2:13
9. Next in Line – 1:30
10. The Invincible – 1:40
11. Dead Man Walking – 1:57
12. Out on the Farm – 2:25
13. A Sad History – 1:50
14. Just a Visual – 2:21
15. Evil (cover dei 45 Grave) – 2:43
16. The Blue Lady – Outro (Sigona) – 2:33

## Crediti
- Eric "Sheric D" Ozenne – voce
- Zac "The Butcher" Hunter – chitarra
- Tim "Timmy Stardust" Presley – chitarra
- Dante Sigona – basso, piano
- Andy "Outbreak" Granelli – batteria
- Davey Havok – voce in Jekyl And Hyde
- Dixie Death – voce in Evil
- Andy Ernst - produzione

L'album è stato registrato, mixato e masterizzato a novembre del 1999, nello studio Art of Ears, Hayward, California.